# Shōnen no Abyss
Shōnen no Abyss (少年のアビス?) es una serie de manga escrita e ilustrada por Ryō Minenami, quien lo publicó en la revista Young Jump desde febrero de 2020 hasta julio de 2024, para julio del 2024, cuenta con un total de 18 volúmenes publicados.

## Argumento
Reiji Kurose vive en un pequeño pueblo en medio de la nada, con una vida cotidiana sin cambios, y además, lleno de problemas; Su hermano, que vive en su casa tiene problemas de ira incontrolables, su abuela sufre de demencia, y su padre simplemente desapareció cuando él era más joven, además, él se encarga de hacerles los recados a su "amigo de la infancia", el cual es un delincuente que lo trata de manera abusiva.
Reiji, quién no tiene futuro, y solamente quiere continuar viviendo en el pueblo para ayudar a su madre a salir de esta situación familiar, un día se encuentra con una chica que resulta ser una Idol famosa, Nagi Aoe, quien de hecho, es la cantante favorita de Reiji, trabajando en un minimercado en el pueblo. Luego de una serie de eventos, donde ambos terminan en un puente observando un lago, que conduce al "Abismo de los Amantes", un lugar donde una pareja una vez se suicidó tomados de la mano, Nagi le pregunta a Reiji si quiere suicidarse con ella. Ante todo esto, la vida de Reiji está a punto de cambiar para siempre, o tal vez, terminar de una vez por todas.

## Personajes

### Principales
- Reiji Kurose (黒瀬 令児, Kurose Reiji)

Es el protagonista, un chico que vive una vida rutinaria problemática y lo único que le distrae son los vídeos de un grupo de Idols protagonizado por la artista Nagi Aoe. Reiji nunca vio la esperanza de irse de su pueblo debido a que sentía la necesidad de ayudar a su madre. Sin embargo, pronto, al conocer a Nagi, comienza a sentir deseos de suicidarse, hasta que muchos acontecimientos en su vida empiezan a cambiar sus decisiones.
- Nagi Aoe (青江 ナギ, Aoe Nagi)

Una Idol de unos 20 años que solía ser una cantante en un grupo Idol, pero que abandonó ese trabajo al casarse con Esemori, hasta más tarde visitar el pueblo donde vive la madre de este, o sea, el pueblo donde vive Reiji. Ella conoce a Reiji detrás del minimercado donde empezó a trabajar. Al sentir que no tienes motivos para seguir viviendo, ella desea quitarse su propia vida, aunque desea hacerlo con alguien en el "Abismo de los Amantes", por lo que le propone a Reiji suicidarse juntos después de una noche de relaciones sexuales con ella.

### Secundarios
- Sakuko Akiyama (秋山 朔子, Akiyama Sakuko) - "Chako" (チャコ)

Chako es la amiga de la infancia de Reiji, ella es una chica de estatura pequeña pero con sobrepeso, pero muy inteligente y estudiosa. Tiene como objetivo dejar el pueblo e ir a una universidad de Tokio. Suele leer novelas eróticas en secreto, y cuando empiezan a surgir problemas con su familia, comienza a enamorarse de Reiji.
- Yuri Shibazawa (柴沢 由里, Shibasawa Yuri)

Es la profesora de Reiji, quien en un primer momento impide su primer intento de suicidio con Nagi Aoe. Luego de que la vida de Reiji le haga darse cuenta de lo miserable que es la suya, ella empieza a mantener relaciones sexuales con el a cambio de que ella le pague el dinero que necesita para irse del pueblo.

## Lista de volúmenes
| Volúmenes de manga publicados | Volúmenes de manga publicados | Volúmenes de manga publicados |
| Número                        | Fecha de lanzamiento          | ISBN                          |
| ----------------------------- | ----------------------------- | ----------------------------- |
| 1                             | 17 de julio de 2020           | ISBN 978-4-08-891601-9        |
| 2                             | 18 de septiembre de 2020      | ISBN 978-4-08-891667-5        |
| 3                             | 18 de diciembre de 2020       | ISBN 978-4-08-891798-6        |
| 4                             | 18 de marzo de 2021           | ISBN 978-4-08-891818-1        |
| 5                             | 18 de junio de 2021           | ISBN 978-4-08-892006-1        |
| 6                             | 17 de septiembre de 2021      | ISBN 978-4-08-892071-9        |
| 7                             | 17 de diciembre de 2021       | ISBN 978-4-08-892163-1        |
| 8                             | 18 de marzo de 2022           | ISBN 978-4-08-892244-7        |
| 9                             | 17 de junio de 2022           | ISBN 978-4-08-892339-0        |
| 10                            | 16 de septiembre de 2022      | ISBN 978-4-08-892428-1        |
| 11                            | 19 de diciembre de 2022       | ISBN 978-4-08-892563-9        |
| 12                            | 17 de marzo de 2023           | ISBN 978-4-08-892628-5        |
| 13                            | 19 de junio de 2023           | ISBN 978-4-08-892717-6        |
| 14                            | 19 de septiembre de 2023      | ISBN 978-4-08-892819-7        |
| 15                            | 19 de diciembre de 2023       | ISBN 978-4-08-893052-7        |
| 16                            | 18 de marzo de 2024           | ISBN 978-4-08-893163-0        |
| 17                            | 18 de julio de 2024           | ISBN 978-4-08-893206-4        |
| 18                            | 18 de octubre de 2024         | ISBN 978-4-08-893384-9        |

## Recepción
En el 2021, la serie se posicionó en el lugar número 11 en los premios Next Manga Award.